# Joghas
Joghas (azerbajdzjanska: Coqaz) är ett vattendrag i Azerbajdzjan, på gränsen till Armenien. Det ligger i den västra delen av landet, 400 km väster om huvudstaden Baku.
Trakten runt Joghas består till största delen av jordbruksmark. Runt Joghas är det ganska tätbefolkat, med 72 invånare per kvadratkilometer.